# Мюнхенский автобус
Мюнхенский автобус (нем. Bussystem München) наряду с метрополитеном и городской электричкой является важной составляющей системы общественного транспорта Мюнхена. Автобусная сеть обслуживает сам Мюнхен и расположенные близ него пригородные районы, территориально находящихся в Баварии.
Всю организацию автобусного движения обеспечивает компания Münchner Verkehrs- und Tarifverbund (MVV), а перевозка пассажиров распределяется между Münchner Verkehrsgesellschaft и другими частными компаниями.

## Система

### Городские автобусы
Сеть состоит из 65 дневных и 12 ночных маршрутов, общей длиной 457 км с 916 остановками и автовокзалами. Для их обслуживания используются 3 маленьких, 182 нормальных и 246 сочлененных автобуса, в общей сложности 431 машин. На 23 км автобусы ездят по собственной полосе. Среднее расстояние между остановками 499 метров и средняя скорость в сети 18,1 км/ч.

### Пригородные автобусы
Загородная сеть имеет длину 4138 км и обслуживается 457 автобусами, принадлежащим RVO и другим региональным транспортным предприятиям.

## Оплата проезда

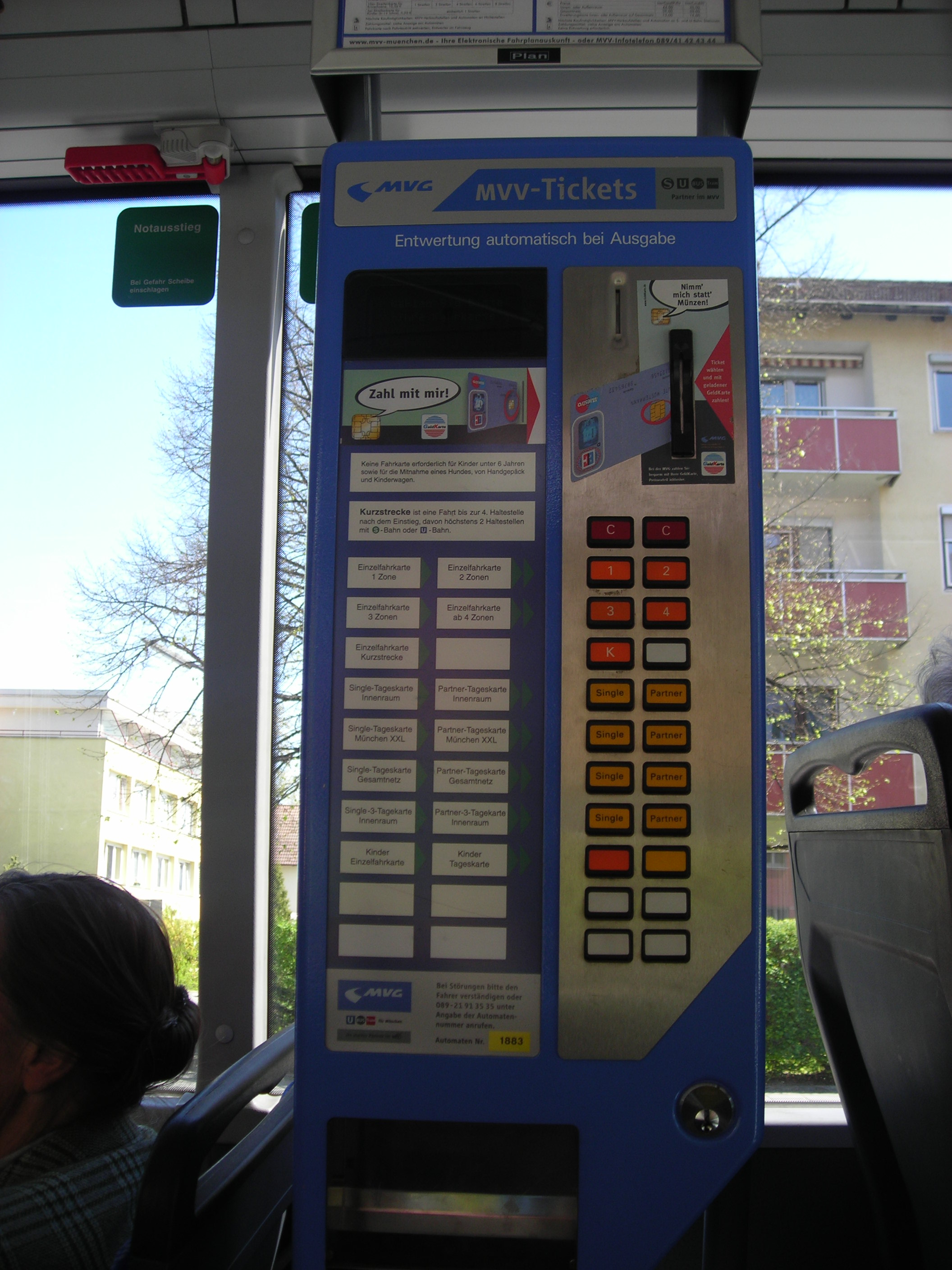
Автомат по продаже билетов в автобусе

На декабрь 2013 года в Мюнхене действуют следующие виды билетов для оплаты:
- Билет на короткое расстояние (нем. Einzelfahrkarte Kurzstrecke): 4 остановки на автобусе или трамвае или две остановки на метро или электричке стоит 1,30 €.
- Более длинная поездка в одной зоне (нем. Einzelfahrkarte) обойдется 2,60 €. Для детей от 6 до 14 лет на любое расстояние стоит 1,30 €.
- Можно купить за 12,50 € «штрайфенкарте» (нем. Streifenkarte) (блок из 10 билетов-полосок) и компостировать 1 полоску (1,25 €) за одну поездку на короткое расстояние или две полоски (2,50 €) за более длинную поездку в одной зоне. На детей от 6 до 14 лет всегда 1 полоска (1,25 €) на любое расстояние. На детей от 15 до 21 года 1 полоска (1,25 €) для одной зоны.
- Можно купить дневной билет за 6,00 € на одного человека (нем. Single-Tageskarte) или за 11,20 € до 5 человек (нем. Partner-Tageskarte) для «внутренней» зоны (нем. Innenraum); трехдневный билет стоит, соответственно, 15,00 и 25,90 €. Действительны до 6 утра следующего дня.
- Существуют проездные билеты на длительный срок (неделю, месяц или год) для обычных пассажиров и пассажиров, принадлежащих к различным социальным группам (школьники, студенты, пожилые люди и получатели социальной помощи).

Например: Можно купить за 19,60 € недельный билет (нем. Isarcard - Wochenkarte) на одного человека для поездок в пределах 4 колец (нем. Ring) «внутреннея» зона (нем. Innenraum), но этот билет действителен только начиная с понедельника и будет действителен только до следующего понедельника 12 часов дня. Также на этом билете в сопровождении взрослого можно провезти 3 детей в возрасте до 14 лет, кроме с понедельника до пятницы с 6 до 9 утра.
Для детей до 6 лет в сопровождении взрослого проезд бесплатный. Билеты действительны для электрички (нем. S-Bahn), метро (нем. U-Bahn), трамваев (нем. Tram) и автобусов (нем. Bus). С помощью специальных аппаратов при входе на станции или в автобусах и трамваях на билетах должно быть проставлено время начала их использования. Штраф за безбилетный проезд (или не прокомпостированный билет) — 40 €.